# Adrie Koster
Adrie Koster (Zierikzee, 1954. november 18. –) válogatott holland labdarúgó, csatár, edző.

## Pályafutása

### Klubcsapatban
1968-ban a VV Zierikzee korosztályos csapatában kezdte a labdarúgást, ahol 1972-ben mutatkozott be az első csapatban. A VV Zierikzee ebben az időben a harmadik és negyedik osztályban szerepelt. Utolsó idényében bajnokok lettek a harmadosztályban és ekkor igazolta le az élvonalbeli Roda JC, ahol két idényt töltött el. 1979 és 1983 között a PSV Eindhoven játékosa volt. 1982. október 2-án lépett utoljára pályára tétmérkőzésen és 28 évesen befejezte az aktív labdarúgást.

### A válogatottban
1978-ban három alkalommal szerepelt a holland válogatottban. Tagja volt az 1980-as olaszországi Európa-bajnokságon részt vevő csapatnak, de pályára nem lépett.

### Edzőként
1985-ben kezdte edzői pályafutását. A másodosztályú FC Eindhoven csapatánál dolgozott egy idényen át mint segédedző. Ezt követően a tilburgi Willem II együttesénél tevékenykedett az élvonalban. Négy éven át segédedző, majd az 1990–91-ben vezetőedző volt. 1991 és 1993 között korábbi klubja a Roda, 1993 és 1995 között a Helmond Sport, 1995 és 1997 között a TOP Oss szakmai munkáját irányította. 1997-ben a rotterdami SBV Excelsior vezetőedzője lett, ahol hat idényt töltött el. Ezután a VVV, majd az RKC csapatainál dolgozott. 2007 és 2009 között az  Ajax együttesénél dolgozott. Előbb az ifjúsági csapatnál tevékenykedett, majd a Chelsea-hez távozó Henk ten Cate helyére került az első csapat élén. Egy idény után Marco van Bastent nevezték ki vezetőedzőnek és Koster a B-csapatot vezette 2009-ig. 2009 és 2012 között Belgiumban dolgozott. Először a Club Brugge, majd a Beerschot csapatánál. 2013–14-ben  a tunéziai Club Africain együttesénél tevékenykedett. 2014-ben hazatért és az U21-es válogatott vezetője lett, de a hazai pályán a grúz U21-es válogatottól elszenvedett 1–0-s vereség után távozni kényszerült. A 2014–15-ös idényben Huub Stevens mellett segédedző volt a német VfB Stuttgart csapatánál. 2015 óta az U23-as Szaúd-arábiai válogatott szakmai irányítója. Az A-válogatott mellett segédedző.

## Sikerei, díjai

### Edzőként
Ajax
- Holland szuperkupa
  - győztes: 2007

## Statisztika

### Mérkőzései a holland válogatottban
| Hollandia | Hollandia            | Hollandia                     | Hollandia | Hollandia | Hollandia | Hollandia    | Hollandia | Hollandia |
| #         | Dátum                | Helyszín                      | Hazai     | Eredmény  | Vendég    | Kiírás       | Gólok     | Esemény   |
| --------- | -------------------- | ----------------------------- | --------- | --------- | --------- | ------------ | --------- | --------- |
| 1.        | 1978. szeptember 20. | Nijmegen, Goffertstadion      | Hollandia | 3 – 0     | Izland    | Eb-selejtező | -         | 75'       |
| 2.        | 1978. november 15.   | Rotterdam, Feijenoord Stadion | Hollandia | 3 – 0     | NDK       | Eb-selejtező | -         | 68'       |
| 3.        | 1978. december 20.   | Düsseldorf, Rheinstadion      | NSZK      | 3 – 1     | Hollandia | barátságos   | -         | 55'       |
|           | Összesen             |                               |           | 3         | mérkőzés  |              | 0         | gól       |